# Scirtes plagiatus
Scirtes plagiatus is een keversoort uit de familie moerasweekschilden (Scirtidae). De wetenschappelijke naam van de soort werd in 1906 gepubliceerd door Schaeffer.